# Tupiminós
Os tupiminós eram uma etnia indígena que habitava o Brasil no período colonial. Falavam a língua tupi antiga.

## Etimologia
"Tupiminó" é um termo tupi antigo que significa "netos dos tupis" (tupi, tupis e emiminõ, neto).